# Historias de la palma de la mano
Historias en la Palma de la Mano es una compilación de cuentos del escritor japonés y Premio Nobel de Literatura 1968 Yasunari Kawabata.

## Contenido
- Lugar soleado (hinata)
- La frágil vasija (yowaki utsuwa)
- La joven que iba hacia el fuego (hi ni yuku kanojo)
- Serrucho y nacimiento (nokoguiri to shussan)
- La langosta y el grillo( batta to suzumushi)
- El anillo (yubiwa)
- Cabelleras (kami)
- Canarios (kanariya)
- Ciudad portuaria (minato)
- Fotografía (shashin)
- La flor blanca (shiroi hana)
- El episodio del rostro de la muerta (shiniao no dekigoto)
- Vidrio (garasu)
- La estatua de Jiso dedicada a O-shin (o-shin jizo)
- La roca resbaladiza (suberi iwa)
- Gracias (arigato)
- La ladrona de bayas (gumi nusutto)
- Zapatos de verano (natsu no kutsu)
- Punto de vista de niño (kodomo no tachiba)
- Suicidio por amor (shinju)
- Las súplicas de la doncella (shojo no inori)
- Casi invierno (fuyu chikashi)
- El arreglo de bodas de los gorriones( Suzume no baishaku)
- El incidente con el sombrero (boshi jiken)
- La felicidad de una persona (hitori no kofuku)
- Dios existe (kami imasu)
- Peces de colores en la azotea (okujo no kingyo)
- Madre (haha)
- Mañana para uñas (asa no stume)
- La joven Suruga (suruga no reijo
- Yuriko (yuri)
- Huesos de dios (kami no hone)
- Una sonrisa en el puesto de venta nocturno (yomise no bisho)